# Ingeborg Brügger
Ingeborg Brügger (født 25. januar 1938 i Randers) er en dansk journalist, tidligere redaktionssekretær og redaktør.
Brügger, der er datter af kunstmaler og billedhugger Ane Brügger, fulgte tidligt i sin mors fodspor og debuterede på Den Frie Udstilling i 1957. Hun kastede sig dog over journalistikken i 1962; fra 1964 som nyhedsoplæser på Radioavisen. I 1966 kom hun til Politiken, hvor hun særligt skrev om mode, forbrug og ligestilling. Hun blev redaktionssekretær på Hjemmet i 1968 og kom derefter til nyhedsmagasinet NB, der dog hurtigt gik ind. Hun var derefter kort på Berlingske Tidende, men kom i 1971 til Ekstra Bladet, hvor hun var gennem en årrække, blandt andet som redaktør af kultur- og kroniksiden Vinduet og som kultur- og samfundsreporter. Hun blev ansat ved Dagbladet Information i 2001, hvorfra hun gik på pension i 2007. 
Ingeborg Brügger er gift med tidligere chefredaktør Jan Cortzen og mor til journalisterne Mads Brügger og Ane Cortzen.